# El Águila (Valle del Cauca)
Pour les articles homonymes, voir El Águila.
El Águila est une municipalité située dans le département de Valle del Cauca, en Colombie. Elle a été fondée le 11 mars 1950.